# 里弗代爾鎮區 (北達科他州迪基縣)
里弗代爾鎮區（英語：Riverdale Township）是位於美國北達科他州迪基縣的一個鎮區。

## 地方資料
里弗代爾鎮區的面積為96.90平方千米，當中陸地面積為96.02平方千米，而水域面積為0.88平方千米。根據2020年美國人口普查的數據，當地共有人口89人，而人口密度為每平方千米0.92人。